# Бито, Ласло
Ласло Бито (венг. Bitó László; 7 сентября 1934, Будапешт, Венгрия — ноябрь 2021) — венгерский врач и писатель. Как исследователь разработал лечение глаукомы. Также писал художественные романы и эссе.

## Биография
Родился в Будапеште. С приходом коммунистической власти его семья была вынуждена покинуть столицу. Работал на шахте в Комло и стал местным лидером во время революции 1956 года. После подавления революции советскими войсками переехал в США. Там он выиграл стипендию на обучение в Колледже Барда, который закончил в 1960 году по специальности медицинского дела. В 1963 году получил степень Доктора философии по медицинской клеточной биологии в Колумбийском университете. Его исследования привели к разработке Латанопроста — лекарства от глаукомы.
Опубликовал более 150 научных статей и получил много наград, среди которых Медаль Проктора (2000) и приз Хелен Келлер за исследование зрения (2013). После выхода на пенсию вернулся в Венгрию, где и начал писать романы. Издал 14 ненаучных книг — романы, эссе и три антологии.

## Научная карьера
В США Бито построил успешную карьеру профессора — эмерита в Колумбийском университете и Университете Пуэрто-Рико. Результатом его научных исследований стал Латанопрост — препарат для лечения глаукомы. Автор более чем 150 научных трудов.

## Карьера писателя
После распада СССР Бито вернулся в Венгрию, где занялся писательской деятельностью. Его первые романы базировались на своих же личных воспоминаниях из истории Венгрии. Романы «Быстрый шаг» (венг. «Istenjárás») и «Пятый всадник» (венг. Az Ötödik Lovas) были написаны на английском языке, но опубликованы лишь в венгерских переводах. Его третий роман под названием «Авраам и Исаак», который базировался на библейной истории, принес ему славу в 1998 году. Книга была переведена на несколько языков, а в Венгрии на ее основе ставили пьесы в театрах. «Учение Исаака» и «Исаак из Назарета» продолжили философские идеи первого романа серии. «Мы должны спасать себя сами» (венг. Nekünk kell megváltanunk magunkat) — сборник его газетных и журнальных интервью. «Блаженная жизнь — мирная смерть» (венг. Eutelia – Euthanasia) — философский взгляд автора на достоинство в жизни и смерти. «Последняя миля» (венг. Az utolsó mérföld) — книга о подготовке к смерти.

## Признание
Именем Бито названа кафедра офтальмологии в Колумбийском университете.

### Научные публикации
- The Ocular and Cerebrospinal Fluids, with Davson H, Fenstermacher JD (Eds.),Academic Press, London, 1977.
- The Ocular Effects of Prostaglandins and Other Eicosanoids, with Stjernschantz J (Eds), Alan R. Liss, New York, 1989.
- Ocular Effects of Prostaglandins and Other Eicosanoids (Ed), Special Supplement based on the 9th International PG Symposium (Fort Lauderdale, Florida, 12-13 May 1995) and the ARVO SIG Sessions on Latanoprost (Fort Lauderdale, Florida, 22-23 April 1996). Survey of Ophthalmology Vol. 41, Suppl 2,

### Романы
- Istenjárás, Aura, 1994. (Translated from English by Árpád Göncz and Pál Békés) ISBN 963-7913-15-7
- Az ötödik lovas, Aura, 1996. (Translated by Pál Békés) ISBN 963-7913-17-3
- Ábrahám és Izsák, Magyar Könyvklub, 1998. ISBN 963-548-698-7 és Argumentum Kiadó, 2000. ISBN 963-446-158-1
- Izsák tanítása, Argumentum Kiadó, 2000. ISBN 963-446-131-X
- A Názáreti Izsák, Argumentum Kiadó, 2002. ISBN 963-446-208-1

### Эссе и сборки
- Nekünk kell megváltanunk magunkat, Argumentum Kiadó, 2004. ISBN 963-446-288-X.
- Boldogabb élet — Jó halál, Anthenaeum 2000 Kiadó, 2005. ISBN 963-9471-82-8.
- Gáspár, Menyhért, Boldizsár, Karácsonyi ős-ökuménia, Ecumenical Chanuka and Christmas story with 30 fullpage color illustrations by Wanda Szyksznian, Jelenkor Kiadó, 2006. ISBN 963-676-409-3
- Az utolsó mérföld, Jelenkor Kiadó, 2007. ISBN 978-963-676-418-0 (jó halál)